# 川島悠希

川島悠希（かわしま ゆうき、1993年9月26日 - ）は、日本の整体師、実業家、タレント、YouTuber。株式会社Filament代表取締役社長。
YouTubeでは「美容整体師川島さん。」として活動。ホリプロデジタルエンターテインメント所属。
宮崎県出身。

## 来歴
自身の猫背を治してもらったことに感動し、「この技術を極めて、次は自分が感動を与える側になろう」と整体師になることを決意し、１7歳で高校を辞めて整体の道に入る。21歳で整体KAWASHIMAをオープンし、1年後には予約1ヶ月待ちの人気店となる。小顔矯正や病院で改善しないと言われる症状を得意とし、来店の施術のみならず多くの人に体感してもらえるようにYouTubeチャンネルを開設。自宅でできる矯正術・マッサージを中心に動画を投稿し幅広い世代の女性から支持され、チャンネル登録者数60万人に到達した。また、実店舗での施術やYouTubeに止まらず『自分史上最小の小顔になる』、『二重も涙袋もかわいい顔は自力でつくる』の2冊も出版している。整体師としても注目を浴び、今年6月には東京に進出し2店舗目となる整体FILAMENT東京院をオープン。整体師としての技術もさる事ながら、オンラインサロン『川島美容塾』やセラピストの育成を行う『KOU大学』の運営など、経営者としても多角的な事業展開を進めている。

### 書籍
- 『自分史上最小の小顔になる』（2020年2月29日 KADOKAWA）
- 『二重も涙袋もかわいい顔は自力でつくる　美容整体師が教える整形級セルフマッサージ』（2020年10月17日 学研プラス）